# Психея показує своїм сестрам подарунки від Амура
«Психея показує сестрам подарунки від Амура» — картина маслом французького художника Жана-Оноре Фраґонара, написана в 1753 році. Наразі твір перебуває в Національній галереї в Лондоні. Їого розміри 168,3 на 192,4 см (66,3 на 75,7 дюйм).

## Історія
Картина була написана Фраґонаром у віці 21 року, коли він ще був студентом Королівської академії живопису і скульптури, яким керував Шарль-Андре ван Лоо. Студенти академії повинні були підготувати твір мистецтва для представлення королю Франції у Версалі. Картина Фраґонара була однією з кількох, подарованих Людовіку XV у 1753 році. Він був дуже успішним, але впав у критичну оцінку протягом періоду, коли його також приписували Ванлоо. У 1752—1753 роках, перед вступом до академії, Фраґонар навчався у Франсуа Буше, і вплив його вчителя можна побачити в деяких деталях цієї роботи.

## опис
Картина ілюструє класичну історію про Амура і Психею, спочатку розказану Апулеєм у «Золотому ослі», але Фраґонар більшою мірою спирався на переказ Жана де Лафонтена «Les Amours de Psiché et Cupidon» (1669). Бог Амур відвідував свою кохану Психею тільки вночі і забороняв їй дивитися на нього. На картині зображена Психея, яка сидить праворуч у білому одязі, чекаючи двох своїх сестер разом із різними німфами в палаці Амура, де вона показує подарунки, які вона отримала від свого коханого. Дві заздрісні сестри вмовляють Психею розповісти про коханого, щоб зруйнувати довіру між ними.
Алегорична фігура, що уособлює заздрість сестер (іноді її ідентифікують як Ериду, богиню розбрату) з'являється над сестрами, які стискають змій в руках. Було зазначено, що образ Психеї, можливо, був натхненний головною коханкою Людовика XV, мадам де Помпадур.
Зараз на картині відсутні деякі деталі, оскільки вона була вирізана з первісної форми. Близько 26 см було втрачено зверху і 35 см з лівого боку. На решті деталей, які ще можна розгледіти, зображено різноманітні розкішні предмети, в тому числі золоті вази, запальничка для парфумів, квіти, коштовності та сагайдак Амура.
На картину значною мірою вплинув дизайн гобелена Буше 1737 року на тему Амура та Психеї. Однак робота Фраґонара демонструє більше руху і має більш різкі кольори, як, наприклад, блідо-лимонна сукня кислотних тонів, яку носить одна з сестер, що може вказувати на її ревнощі до Психеї. Рожево-блакитна палітра Буше замінена на золотисто-помаранчеву, більш характерну для Фраґонара, що свідчить про ранній розвиток його індивідуальної палітри. Ці кольори досягають найбільшої концентрації у квітах, покладених біля підніжжя трону Психеї, який був описаний як «ділянка картини, що найбільш чітко знаходиться у фокусі». На противагу цьому, інші частини картини, розташовані ближче до периферії, втрачають фокус і використовують темніші тони, які натякають на майбутні катастрофи в історії Психеї та Амура.